# Близнак (село)
Близнàк е село в Югоизточна България, община Малко Търново, област Бургас.

## География
Село Близнак се намира на 66 km юг-югозападно от областния център Бургас и 33 km северозападно от общинския център Малко Търново. Разположено е в западната част на странджанския планински рид Босна. Надморската височина в центъра на селото на площада е около 336 m.
Общински път свързва Близнак на югоизток през село Евренозово с първокласния републикански път I-9 (Европейски път Е87) в село Звездец, а на североизток – с третокласния републикански път III-908.
Землището на село Близнак граничи със землищата на: село Индже войвода на север; село Младежко на изток; село Евренозово на юг; село Граничар на югозапад; село Кирово на запад; село Варовник на северозапад; село Богданово на северозапад.
При преброяването на населението към 1 февруари 2011 г., от обща численост 41 лица, за 40 лица е посочена принадлежност към „българска“ етническа група.
Землището на село Близнак е на територията на Природен парк „Странджа“.
Характерни за околностите на селото са старите гори от благун, цер, източен бук и източен горун. Край реките и доловете се срещат отделни странджански дъбове.

## История
Селото се споменава за пръв път в османски данъчни регистри от 17 век. По това време то се нарича Каравиран
или Караеврен (в превод от турски означава „черен змей“).
През есента на 1803 година Каравиран е голямо турско село и е нападнато от кърджалийския отряд на бившия аян на Фере Али Молла, който отстъпва от Източна Тракия, преследван от правителствени войски и части на гюмюрджинския аян Сюлейман Токатджикли. Жителите на селото са изградили укрепления, побиращи цялото население с добитъка, и удържат на тридневна обсада, след което Али Молла подпалва укрепленията и 600 – 700 души изгарят живи. Вестта за клането предизвиква паника в цяла Странджа, като хората масово изоставят селата си и бягат към Анхиало, молейки властите за защита.
Каравиранското клане е основа на легенда сред българите в Странджа, в която някои историци, като комунистическия функционер Щерю Атанасов, търсят реални елементи. Според нея към 1802 година в Странджа е създаден български заговор за бунт, начело с Вълко Шейтан от Факия. През 1810 година по някакъв начин заговорниците провокират клането, подклаждайки конфликт между каравиранския бей Омер Драза и кърджалийския главатар Кара Фейзи с цел да привлекат на своя страна друг кърджалия, българина Индже Стоян.
В 1900 година Караеврен брои 80 мюсюлмански къщи.
Присъединено е към България след Балканската война от 1913, след което жителите му се изселват в Османската империя, а на тяхно място идват български бежанци от Източна Тракия – от село Кулата (36 семейства), Ереклер (19 семейства), Алмаджик (11 семейства), Кадиево (9 семейства), Пирок (9 семейства) и други.

## Население
Населението на село Близнак наброява 721 души при преброяването към 1934 г. и 838 към 1946 г., намалява до 135 към 1975 г. и 41 (по текущата демографска статистика за населението) към 2021 г. През 1926 година населението на селото е 608 души, през 1985 г. – 92 души, а през 2007 г. – 52 души.

### Етнически състав
Преброяване на населението през 2011 г.
Численост и дял на етническите групи според преброяването на населението през 2011 г.:
|                     | Численост |
| Общо                | 41        |
| Българи             | 40        |
| Турци               | -         |
| Цигани              | -         |
| Други               | -         |
| Не се самоопределят | -         |
| Неотговорили        | 1         |

## Обществени институции
Изпълнителната власт в село Близнак към 2022 г. се упражнява от кметски наместник.
В селото има параклис „Света Богородица“.

## Културни и природни забележителности
В землището на село Близнак се намират защитените територии:
- защитена местност „Батака“ – естествено находище на странджански дъб;[10]
- природна забележителност „Пещери и извори на река Младежка“.[11]

В близост до селото, освен изворите на Младежка река, има и няколко долмена.